# Bothrochilus biakensis
Espèce
Synonymes
- Leiopython biakensis Schleip, 2008

Statut CITES
Bothrochilus biakensis est une espèce de serpents de la famille des Pythonidae.

## Répartition
Cette espèce est endémique de l'île de Biak en Indonésie.

## Description
C'est un serpent constricteur ovipare.

## Étymologie
Son nom d'espèce, composé de biak et du suffixe latin -ensis, « qui vit dans, qui habite », lui a été donné en référence au lieu de sa découverte, l'île de Biak.

## Publication originale
- Schleip, 2008 : Revision of the Genus Leiopython Hubrecht 1879 (Serpentes: Pythonidae) with the Redescription of Taxa Recently Described by Hoser (2000) and the Description of New Species. Journal of Herpetology, vol. 42, no 4, p. 645-667.